# Табакерка

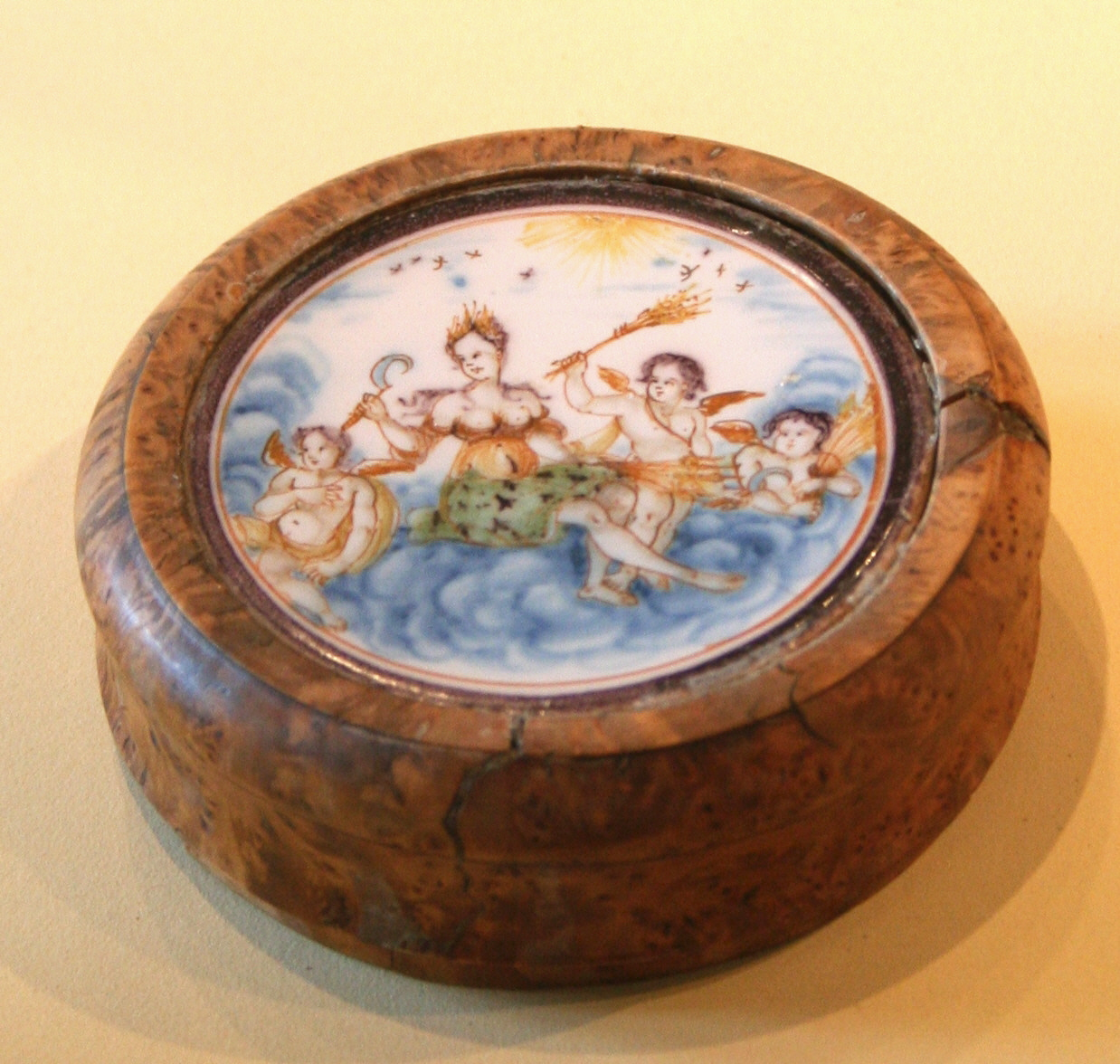
Табакерка

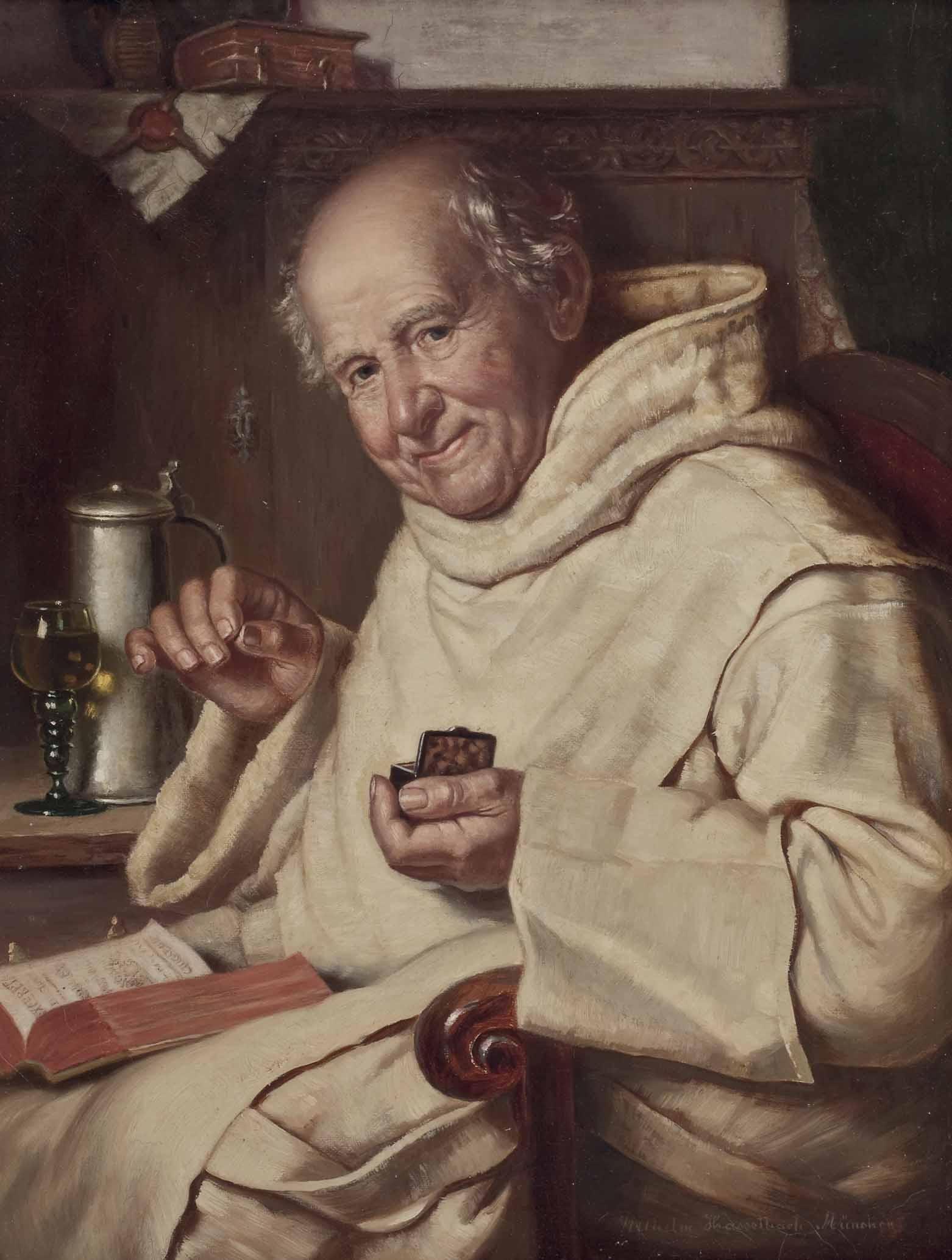
Монах с табакеркой

Табаке́рка (от фр. tabatière) — небольшая коробочка с крышкой, предназначенная для хранения нюхательного, курительного табака и махорки. Может быть с одним или с несколькими отделениями для хранения табака разных сортов.
Табакерки изготавливаются из металла, дерева, фарфора, хрусталя, янтаря, слоновой кости и других материалов. Часто имеют оформление различного дизайна.

## Табакерка в искусстве

### В литературе
- рассказ В. Ф. Одоевского «Городок в табакерке» (имеется в виду «музыкальная табакерка», то есть музыкальная шкатулка)
- книга Джона Карра «Табакерка императора»
- повесть Андрэ Нортон «Табакерка мастера игрушек»
- сборник рассказов Курта Воннегута «Табакерка из „Багомбо“»

### В музыке
- Фортепианная пьеса А. К. Лядова «Музыкальная табакерка»;
- Фортепианная пьеса Т. П. Николаевой «Музыкальная табакерка»;